# 李東 (正德進士)
李東（1481年—？），字震卿，號兩峯，陝西西安府藍田縣人，民籍，明朝政治人物。

## 生平
陝西鄉試四十名。正德十二年會試第二百二十八名，登進士第三甲第六十五名進士。都察院观政，授丹徒知縣。嘉靖元年（1522年）選雲南道監察御史。三年巡按南直隶淮扬，五年巡按四川，养病回籍，六年九月署都察院事兵部左侍郎张璁考察各道不职御史，被革职閑住。

## 家族
曾祖李璠，曾任壽官；祖父李俊；父李廷實，曾任訓導。母劉氏。永感下。弟李采。